# Initiale Paris
 (avril 2023).
Initiale Paris est une finition haut de gamme d'automobiles de la marque française Renault depuis 2014. Elle succède à la finition Initiale, introduite en 1997 pour remplacer la finition Baccara apparue en 1988. 

## Historique
Le Renault Initiale Paris est à l'origine un concept de monospace aux allures de SUV exposé au Salon de l'automobile de Francfort en 2013, doté de portes à ouverture antagoniste. Son nom dérive de celui du concept car Renault Initiale de 1995 et de la finition Initiale apparue en 1997 sur la Renault Safrane I. 
Initiale Paris est également devenue la signature transverse à la gamme Renault, apposée sur les versions les plus abouties des véhicules. Elle est commercialisée pour la première fois en 2014 avec la Renault Clio IV. Sur les dernières générations[Lesquelles ?] elle était reconnaissable aux écussons figurant au niveau de la calandre et la couleur noir améthyste. Cette teinte a laissé place[Quand ?] à un rouge millésime dont la diffusion est restée marginale.
Avec l'arrivée du designer  Gilles Vidal et la volonté de transposer le travail effectué chez Peugeot et se rapprocher ainsi de l'univers « tuning »[réf. nécessaire], cette finition est amenée à disparaitre pour laisser place à l’appellation Esprit Alpine.

## Les différents véhicules

### Renault Clio Initiale Paris
La Renault Clio Initiale Paris est produite de 2014 à 2021.

### Renault Talisman Initiale Paris

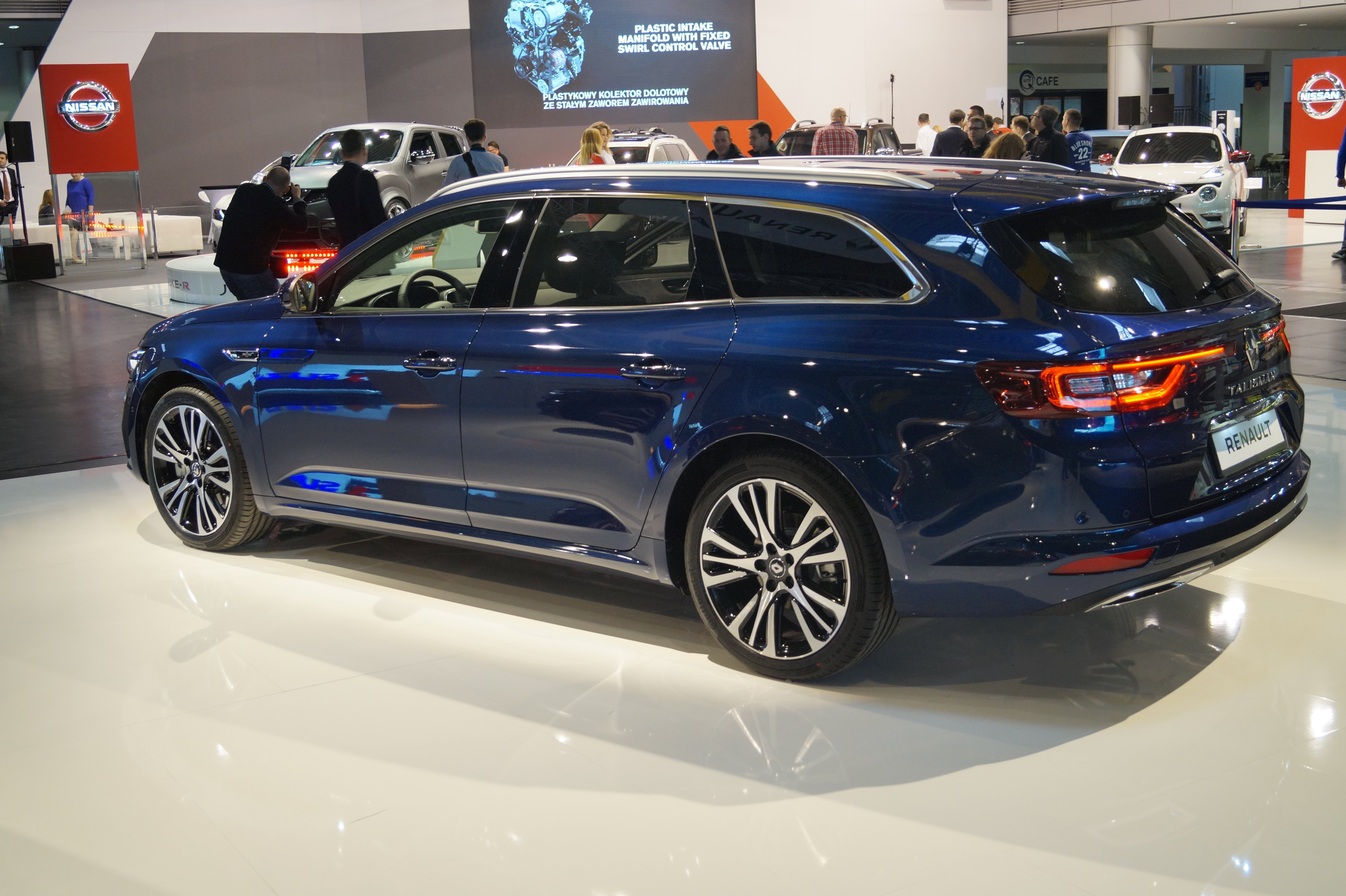
Version break

#### Caractéristiques
Motorisations
| Essence            | 0.9 TCe Eco2 (boite manuelle) |
| Construction       |                               |
| Moteur + Nom       |                               |
| Cylindrée          |                               |
| Performance        |                               |
| Couple             |                               |
| 0 à 100 km/h       |                               |
| Vitesse maxi       |                               |
| Consommation + CO2 |                               |

| Diesel             | 1.5 dCi Eco2 (boite manuelle) |
| Construction       | 09/2014 - ...                 |
| Moteur + Nom       | 4 cylindres en ligne — K9K    |
| Cylindrée          | 1 461 cm3 (1,5 L)             |
| Performance        | 66 kW (88 ch) à 4 000 tr/min  |
| Couple             | 185 N m à 1 750 tr/min        |
| 0 à 100 km/h       | 12 s                          |
| Vitesse maxi       | 181 km/h                      |
| Consommation + CO2 | 3,6 L/100 km — 95 g/km        |